# Озеро Святого Климента
Озеро Святого Климента, также Инкерманский карьер, Инкерманское озеро — расположено в Севастополе. Образовалось в Инкерманском карьере, когда в XX веке при взрывных работах был вскрыт водоносный горизонт питающий родник, открытый по молитвам священномученика Климента, папы Римского.

## Описание
Рядом с озером расположен Инкерманский Свято-Климентовский пещерный монастырь.
Глубина озера 12 метров, водятся карась, окунь, щука, карп. Берега крутые из мшанкового известняка.
В декабре 2020 года, во время многолетней засухи, вместе с озером Гасфорта и озером в Кадыковском карьере стало использоваться в качестве резервного источника для водоснабжения Севастополя. Были проложены водоводы. Отбор воды из озёра составлял 5-6 тыс. м³ в сутки. Возможный объём оценивался в 1 млн м³. При этом из озера Гасфорта отбиралось 10 тыс. м³, Кадыковского карьера — 15 тыс. м³ в сутки. Использование озёр расположенных в карьерах позволило не вводить графики подачи воды в Севастополе и накопить запасы в Чернореченском водохранилище на летний период. Первым, в январе 2021 года, был прекращен отбор воды из озера Святого Климента. Было забрано 132 тыс. м³. Построенный водовод демонтировали, на восстановление уровня воды потребуется около двух лет.